# MS-CHAP

MS-CHAP是微软版本的挑战握手认证协议（CHAP）。这个协议有两个版本，MS-CHAPv1（在RFC 2433中定义）和MS-CHAPv2（在RFC 2759中定义）。MS-CHAPv2在Windows NT 4.0 SP4中引入，后来被加到Windows 98（通过"Windows 98 Dial-Up Networking Security Upgrade Release"）和Windows 95（通过"Dial Up Networking 1.3 Performance & Security Update for MS Windows 95"升级）中去。Windows Vista不再支持MS-CHAPv1。
MS-CHAP被当做一个认证協定，在VPN/PPP中使用。它还被当做用来提供WiFi安全的RADIUS服务器的一个认证选项，后者使用WPA企业版协议。此后，它更被用作受保护可扩展身份验证协议（PEAP）的主要安全选项。
与CHAP相比，MS-CHAP：
- 在LCP选项3中协商CHAP算法为0x80（MS-CHAPv2为0x81）
- 提供了一个认证者控制的密码变更机制
- 提供了一个认证者控制的认证重试机制
- 定义了在失败报文消息域中返回的失败码

MS-CHAPv2通过在响应报文中携带对端挑战以及在成功报文中携带认证者响应来实现双向认证。

## 安全弱点及密码分析
目前已经在MS-CHAPv2中找到了一些弱点，其中有一些大幅降低了野蛮攻击的复杂度，使得在现代的硬件上变得可行。
- Cryptanalysis of Microsoft's PPTP Authentication Extensions (MS-CHAPv2) （页面存档备份，存于）, co-written by Bruce Schneier
- Exploiting known security holes in Microsoft's PPTP Authentication Extensions (MS-CHAPv2) （页面存档备份，存于）, by Jochen Eisinger

2012年，破解MS-CHAPv2的复杂度被降低到与破解一个DES密钥相同：
- Divide and Conquer: Cracking MS-CHAPv2 with a 100% success rate by Moxie Marlinspike.